# Sajany

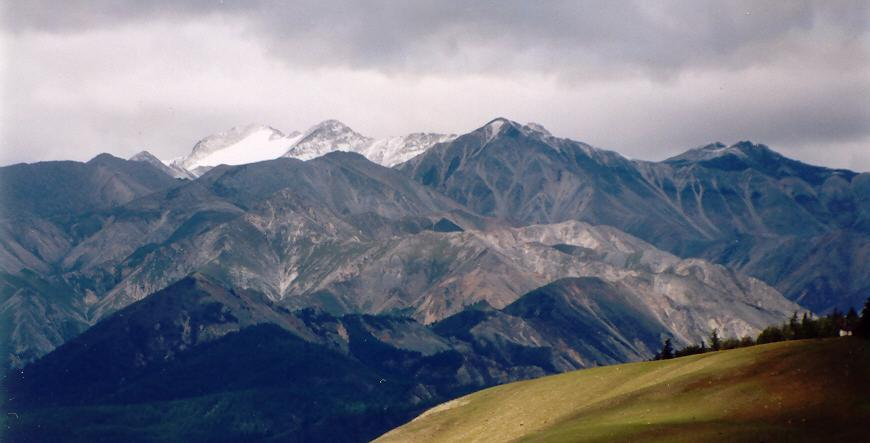
Sajan Wschodni, w tle masyw Munku Sardyk

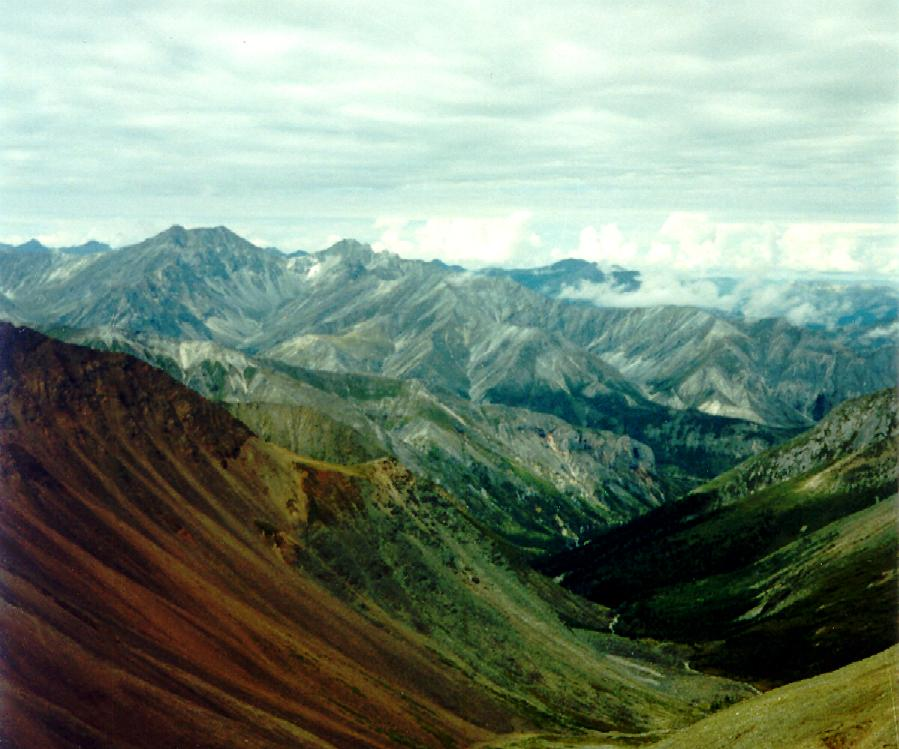
Sajan Wschodni, widok z Przełęczy Czterech

Sajany – system górski w Azji położony w większej części na terytorium Rosji oraz w małej części na terytorium Mongolii. Rozciąga się od Ałtaju na zachodzie do jeziora Bajkał na wschodzie.
Sajany są górami fałdowymi powstałymi w orogenezie kaledońskiej, a kilkakrotnie odmładzanymi w hercyńskiej i alpejskiej. Zbudowane z prekambryjskich skał zmetamorfizowanych (gnejsy, łupki krystaliczne, kwarcyty) i dolnopaleozoicznych skał osadowych (łupki, piaskowce, margle) z częstymi intruzjami granitów.
W skład Sajanów wchodzą dwa główne łańcuchy: Sajan Wschodni i Sajan Zachodni: 
- Sajan Wschodni to łańcuch górski o wysokości 2000–2700 m n.p.m. o długości około 1000 km rozciągający się od północnego zachodu na południowy wschód. Najwyższy szczyt – Munku-Sardyk, 3491 m n.p.m.
- Sajan Zachodni to łańcuch górski o długości około 650 km rozciągający się od południowego zachodu na północny wschód. Najwyższy szczyt – Kyzył-Tajga, 3121 m n.p.m.

Główne łańcuchy są złożone z równoległych pasm górskich o stromych zboczach i rzeźbie alpejskiej. Liczne polodowcowe formy rzeźby. Lodowce zajmują powierzchnię około 8 km². W pobliżu połączenia Sajanu Wschodniego i Sajanu Zachodniego leżą głębokie kotliny: na zachodzie – Minusińska, na południu – Todżyńska i Tuwińska. 
Klimat umiarkowany chłodny. Liczne rzeki dorzecza Angary i górnego Jeniseju. Wysokie partie gór (ponad 1600–2100 m n.p.m.) pokrywają pola ruchomych głazów (tzw. kurumy) i górska tundra. Na zboczach rośnie tajga iglasta, w głębokich dolinach występuje roślinność stepowa. 
Na północnych zboczach Sajanu Zachodniego znajduje się Park Narodowy „Szuszenskij bor” i Rezerwat Chakaski, w części środkowej Sajańsko-Szuszeński Rezerwat Biosfery, a na  północno-zachodnich zboczach Sajanu Wschodniego Park Narodowy „Słupy Krasnojarskie”.
Na terenie Sajanów występują złoża żelaza, miedzi, złota, grafitu, azbestu, nefrytu i innych.